# Горбоконик (фільм, 2021)
«Горбоконик» (рос. «Конёк-Горбунок») — російський фільм у жанрі фентезі режисера Олега Погодіна у співавторстві сценарію з Олексієм Бородачовим, екранізація одноіменної казки Петра Єршова. У головних ролях  Антон Шагін і Пауліна Андрєєва. Продюсери —  Сергій Сельянов,  Олександр Горохов і Антон Златопольський. Виробничі компанії фільму СТВ, «Росія-1» та CGF відповідали за дизайн фільму.

## Історія створення
Основні зйомки розпочалися у 2018 році у великому павільйоні у Санкт-Петербурзі, де фантастичний світ Єршова відтворювали у точній копії казкового міста. Фільм був виставкою кіновиробництва, що вимагала професійну допомогу костюмерів і сценографів, постановочної бригади, інженерів-програмістів з фоновими візуальними ефектами, акторів, актрис та операторів.
Стиль, використаний у фільмі, був покликаний відтворити царський період часу, описаний у казці Єршова, з використанням комбінації Архітектура російського модерну і казковими елементами. У фільмі розповідається про Івана, який не царевич, не богатир, не красень, а старші брати і зовсім його дурнем вважають. Але все змінюється, коли в Івана з'являється друг і вірний помічник — Коник Горбунок. Івану з Коньком доведеться перевірити свою дружбу на міцність, зіткнутися з підступним противником, подолати неймовірні випробування та зустріти таке кохання, заради якого варто ризикнути всім.
Спочатку фільм планували випустити у широкий прокат 5 березня 2020 року, але перенесли на 18 лютого 2021 року.

## Сюжет
Історія починається з того, що батько кличе трьох своїх синів та показує їм витоптане поле пшениці. Батько наказує синам заступити вночі у варту, щоб вони дізналися, хто витоптав пшеницю, а брати, у свою чергу, відправляють туди молодшого Івана-дурня.
Вночі Іван, мило говорячи з їжаком, якого він до цього врятував, бачить обриси кобилиці і кидає мотузку в туманну хмару. Несподівано мотузка натягується, і кобилиця починає нести його полями і луками. Вони падають у болото, і Іван витягає кобилу, що тоне, використовуючи колесо водяного млина. Будучи пов'язаною, вона плаче, і герой, пошкодувавши її, відпускає на волю, взявши слово, що та не більше топтатиме їх поля.
На ранок у стайні він виявляє двох прекрасних коней і знайомиться з маленьким Коньком-Горбунком. Той розповідає, що його відправила матінка-кобилиця на допомогу та підтримку. Іван, бажаючи виручити грошей за коней, веде їх на ринок. Там їх бачить цар і наказує відвести коней у свої стайні, говорячи, що насправді це його коні. Не отримавши грошей, Іван просить Конька допомогти йому, і той свистом закликає коней назад. Цар пропонує Іванові посаду найголовнішого конюха, і він погоджується. Згодом народ починає любити Івана дедалі більше. Цар бажає стратити його, проте не може знайти причини. Спальник нагадує йому ідею відправити конюха за Жар-птицею, та був стратити за невиконання царського наказу, оскільки думає, що Іван зможе знайти її. Іван і Коник вирушають на пошуки Жар-птиці. Зібравши сон-горіхи, вони знаходять притулок птаха і висипають їх. Та, сплювавши всі горіхи, засинає. Іван заковує птаха в ланцюзі. На ранок Коник розповідає, що птах може розпалюватися тільки на волі. У ланцюгах вона плаче, і Іван відпускає її на волю. Після повернення кати ведуть Івана на плаху. Той стверджує, що спіймав Жар-птицю, але відпустив її на волю, але йому ніхто не вірить.
Коли сокира вже заноситься над його головою, з'являється Жар-птиця, і страту скасовують.
Цар, ненавидячи Івана дедалі більше, по наущению Спальника відправляє конюха за Цар-девицей, думаючи, що з цим завданням не впорається, оскільки дівчина живе у Крижаній країні високої скелі. Однак Іван і Конек дістаються місця призначення. Дівчина прокидається від сну і каже Івану, що не хоче виходити заміж, оскільки героїв не залишилося, після чого стрибає у прірву. Іван не роздумуючи кидається за нею, а внизу їх обох підхоплює Коник.
Цар хоче одразу грати весілля, проте дівчина відмовляється виходити заміж без бабусиного кільця, яке вона впустила в океані. Іван, який встиг закохатися в Цар-дівчину, просить у Царя нездійсненну роботу, щоб не думати про майбутнє весілля і саму дівчину. Втішний Цар відправляє Івана за кільцем. Коник, який поговорив із Сонцем, Місяцем і Вітром, дізнається, де знаходиться кільце, і вони з Іваном летять до Риби-кита. Як виявилося, кит закутий у ланцюзі через те, що багато років тому проковтнув кораблі, але не знає, як випустити їх на волю. Іван змушує його чхнути, і через десятки років кораблі випливають у море. На подяку кит надсилає до них краба, який приносить їм кільце Цар-дівчини. Після повернення Іван приходить до дівчини в вежу і просить вийти за нього заміж. У опочивальню вриваються царські охоронці і ув'язнюють Івана під арешт за спробу викрадення. Цар вже готовий зіграти весілля, але наречена просить його омолодитися за рецептом бабусі, викупавшись у котлах з окропом, крижаною водою і киплячим молоком. Спальник радить перед стратою випробувати казани на Івані. Вночі дівчина розповідає Конькові, що в перший котел треба кинути кільце її бабусі, у другий — перо Жар-птиці, а в третій — квітка життя та смерті, що росте на краю світу, і тоді Іван залишиться живим. Коник вирушає на пошуки квітки. Вранці Цар лицемірно заявляє, що дає Іванові шанс на викуплення, і наказує йому стрибати в казани. У перший котел дівчина кидає своє кільце, і Івана виносить звідти в безпеці, у другий падає перо, і він також залишається неушкодженим. У цей час Конек знаходить квітку і дізнається від неї, що на того, хто зірве її, чекає смерть. Незважаючи на це попередження, він зриває квітку заради порятунку Івана і встигає доставити її, коли Іван опиняється у третьому казані.
Оновлений Іван опиняється перед дівкою, а Цар стрибає у перший котел. З котла виривається величезний міхур, який забирає Царя, що лається, за тридев'ять земель. Коник терпляче чекає своєї смерті, але Цар-дівиця каже йому, що слова квітки - перевірка, і якби Коник не зірвав його, то насправді помер би, але тепер він не помре ніколи.
Народ вимагає нового царя, і ним стає Іван. Вони з Цар-дівчинкою грають весілля.

## У ролях
| Актор              | Роль           |
| ------------------ | -------------- |
| Антон Шагін        | Іван-дурень    |
| Михайло Єфремов    | Цар            |
| Пауліна Андрєєва   | Цар-дівиця     |
| Ян Цапник          | Спальник       |
| Олег Тактаров      | Воєвода        |
| Олександр Лушин    | літописець     |
| Анатолій Свєшніков | глашатай       |
| Євген Капітонів    | батя           |
| Віталій Кононов    | Данила         |
| Ілля Борисов       | Гаврила        |
| Андрій Феськов     | Тряпкін-Тапкін |
| Сергій Бизгу       | казначей       |

### Ролі озвучували
| Актор              | Роль               |
| ------------------ | ------------------ |
| Сергій Бурунов     | Цар                |
| Павло Дерев'янко   | Горбоконик         |
| Ляйсан Утяшева     | Жар-птиця          |
| Олександр Семчев   | Чудо-Юдо, Риба-кит |
| Костянтин Ларченко | Вітер              |
| Віталія Корнієнко  | Квітка             |

## Реліз
Спочатку планувалося, що фільм вийде у прокат 22 жовтня 2020 року, але пізніше його випуск було перенесено на 18 лютого 2021 року. COVID-19 відклав вихід фільму Маркетинг фільму було запущено, щоб освіжити пам'ять про фільм. Трейлери вийшли в ефір два роки тому. Телеканал «Росія 1» та Sony Pictures сформували промо-програму фільму. Прем'єра пригодницького фантастичного фільму «Коник Горбунок» відбулася в Москві в кіноцентрі «Жовтень». У червні 2021 року гурт Grindstone Entertainment придбав права на фільм і планує показати його в 2022 році жителям Північної Америки. Планується показ у Європейських країнах: Німеччині, Австрії, Швейцарії, Франції, Португалії, Польщі, Туреччині та Південній Кореї. У липні 2021 року компанія Luminescence уклала угоду New Select про продаж прав на показ «Коника-Горбунка» на території Японії.